# Lasse Willén
Lasse Göran Peter Willén, född 7 januari 1950 i Skede församling, Jönköpings län, död 9 juni 2016 i Braås, Kronobergs län, var en svensk natur- och miljöjournalist. Han arbetade som programledare och reporter med Naturmorgon i Sveriges Radio P1. Tidigare var Willén producent för radions Miljömagasinet, skrivande journalist bland annat för Arbetet Väst 1972–1978 och biståndsarbetare i Latinamerika.
Lasse Willén var född i Skede utanför Vetlanda samt son till Gerhard Willén och Aurora Willén. Han var en tid från 1980 gift med Cecilia Malmgren (född 1947), med vilken han gav ut boken Grenada – Karibiens okända revolution (1983).

## Medförfattare i
- Resursslöseri i överflöd, Fältbiologerna 1977;
- Grenada - Karibiens okända revolution, UBV 1983;
- Ecuador - folk och fakta, UBV 1990;
- Som jord för oss, SIDA och Svenska naturskyddsföreningen, 1992.

## Priser och utmärkelser
- Vilhelm Moberg-priset 1981
- Stipendiet till Jarl Alfredius minne 2011
- Sveriges Radios språkpris 2012 (tillsammans med Jenny Berntson Djurvall)